# Uzun oba
 (mars 2022).
Uzun oba est un site archéologique en Azerbaïdjan. Il est situé sur la rive droite du Nakhchivançay près du village d'Aşağı Uzunoba dans le district de Babək.

## Recherche
Le site a été examiné lors des fouilles de l'expédition archéologique internationale Azerbaïdjan-France en 2015. Vali Baxşəliyev et Catherine Marro étaient les chefs de l'expédition. Au cours de l'enquête, il a été déterminé que la couche de découverte du site était recouverte d'une couche de sédiments d'environ 2 m d'épaisseur.
Le site près du village d'Uzun oba dans la région de Babək a été étudié uniquement par des fouilles de reconnaissance. L'incision stratigraphique de 2 à 5 m de profondeur a été obtenue lors du creusement sur le versant est du site à 2 m d'élévation. Au cours de la fouille, des pièces de céramique peinte du premier millénaire av. J.-C. ont été mises au jour. De telles découvertes anciennes sont très rares pour la région.